# 奧米克朗群島
64°21′S 62°55′W / 64.350°S 62.917°W

奧米克朗群島（Omicron Islands），是南極洲的群島，屬於帕默群島中梅爾基奧群島的一部分，位於歐米加島東南面，在1946年被繪入阿根廷地圖，現時由南極條約體系管理。